# Ванзейская конференция (фильм, 1984)
Ванзейская конференция (нем. Die Wannseekonferenz) — немецкий телевизионный фильм 1984 года (режиссёр Хайнц Ширк, оператор Хорст Шир, монтажёр Улла Мёллингер) о Ванзейской конференции, состоявшейся в Берлине в январе 1942 года. Сценарий был написан Паулем Моммерцем на основе протокола конференции. Однако диалоги участников вымышлены, так как стенограммы конференции не существует. Основная тема фильма — бюрократическая природа геноцида.

## Сюжет
Берлин, 19 января 1942 года. Обергруппенфюрер СС Рейнхард Гейдрих пригласил представителей различных министерств и ведомств нацистской Германии на виллу на озере Гроссер-Ванзе для проведения совещания. Фильм снят на основе сохранившего подлинника протокола и документирует весь ход этой встречи, которая вошла в историю как Ванзейская конференция. По распоряжению Германа Геринга участники под председательством Гейдриха проводят консультации по организационным вопросам предстоящего окончательного решения еврейского вопроса.

## Отзывы
«Словарь международного кинематографа» отметил следующее:
В фильме предпринята пытка дать достоверный отчёт об этой знаменательной конференции, сохраняя единство места и времени; впечатляющий и душераздирающий документальный спектакль; снятый для телевидения, между тем показывался в кинотеатрах в нескольких странах.

Журналист Хайнц Хёне писал в Der Spiegel: 
 54-летний сценарист Пауль Моммерц в восторге: «Отличный фильм на замечательном уровне». Прежде всего, похвала режиссёру Хайнцу Ширку вполне заслужена: у него есть команда проверенных актёров, особенно Дитрих Маттауш в роли Гейдриха и Герд Бёкман в роли Эйхмана, которые знали, как придать пьесе Моммерца ту атмосферу помешанности на расовой чистоте и бездушной бюрократической безупречности, которая превратила Ванзейскую конференцию в самую ужасающую в гитлеровской Германии. Но то, что представлено здесь как документально подтвержденная реконструкция новейшей истории, при ближайшем рассмотрении оказывается продуктом транслируемого по телевидению желания сочетать вымысел с действительностью. Потому что: это не Ванзейская конференция, какой её знают историки. Это Ванзейская конференция а-ля Пауль Моммерц.
Фильм был отмечен премией имени Адольфа Гримме Grimme-Preis.

## Влияние
В 1988 году в Вене состоялась премьера театрального варианта. Конференция также нашла свое отражение в англоязычном фильме «Заговор» 2001 года.

## В ролях
Роли 15 участников конференции исполнили следующие актёры:
- Дитрих Маттауш[нем.] — обергруппенфюрер СС Рейнхард Гейдрих, начальник Главного управления безопасности рейха (RSHA) и заместитель рейхспротектора Богемии и Моравии.
- Герд Бёкманн[нем.] — оберштурмбаннфюрер СС Адольф Эйхман, руководитель секции B4 IV управления РСХА.
- Петер Фитц[нем.] — доктор Вильгельм Штуккарт, государственный секретарь, министерство внутренних дел Рейха.
- Гюнтер Шпёррле[нем.] — оберфюрер СС д-р Герхард Клопфер, государственный секретарь, Партийная канцелярия НСДАП.
- Ханс-Вернер Буссингер[нем.] — Мартин Лютер, заместитель министра по связям с общественностью, министерство иностранных дел.
- Франц Рудник[нем.] — министерский директор д-р Фридрих Вильгельм Критцингер, заместитель руководителя рейхсканцелярии.
- Йохен Буссе[англ.] — д-р Георг Лейббрандт, глава политического департамента Имперского министерства оккупированных восточных территорий.
- Харальд Дитль[нем.] — гауляйтер д-р Альфред Мейер, заместитель министра, Имперское министерство оккупированных восточных территорий.
- Роберт Атцорн[нем.] — группенфюрер СС Отто Хофман, начальник Главного управления СС по вопросам расы и поселения.
- Дитер Грёст[нем.] — штурмбаннфюрер СС Эрих Нойманн, директор, управление четырёхлетнего плана.
- Фридрих Георг Бекхаус[нем.] — группенфюрер СС Генрих Мюллер, начальник IV отдела RSHA (гестапо).
- Рейнхард Глемниц[нем.] — д-р Йозеф Бюлер, государственный секретарь по вопросам генерал-губернаторства (оккупированной Польши).
- Мартин Люттге[нем.] — штурмбаннфюрер СС д-р Рудольф Ланге, руководитель СД в Латвии.
- Райнер Штеффен[нем.] — д-р Роланд Фрейслер, государственный секретарь, министерство юстиции Рейха.
- Герд Ригауэр[нем.] — оберфюрер СС д-р Карл Эберхард Шенгарт, представитель СД в Генеральном губернаторстве.
- Анита Малли[нем.] — секретарша (Ингебург Верлеманн, в фильме не названа по имени)
- Рейхард Глемниц — государственный секретарь генерал-губернаторства Йозеф Бюлер